# 아이오이교
아이오이 교(일본어: 相生橋)는 일본 히로시마현 히로시마시의 중심부를 흐르는 혼카와(本川, 旧太田川)와 모토야스가와(元安川)의 분기점에 가설되어 아이오이도리(相生通り)와 히로시마 전철이 통과하는 병용 다리이다. 일본에서 드문 T자형의 다리이다. 또한 국도 제183호선과 국도 제261호선의 각 일부를 이루고 있다.